# Кубок африканських націй 2023
Кубок африканських націй 2023 — 34-й Кубок африканських націй, який проходив в січні-лютому 2024 року у Кот-д'Івуарі, хоча початково планувався на літо 2023.
Переможцем змагання втретє в своїй історії стала збірна Кот-д'Івуару, яка у фінальній грі здолала команду Нігерії.

## Вибір країни-господарки турніру
20 вересня 2014 року Виконавчий комітет КАФ заявив, що турнір пройде в Гвінеї. Ця інформація була оприлюднена на оголошенні господарів Кубків африканських націй 2019 та 2021 років. При чому оголошення господарів турніру 2023 року не було незаплановане. Гвінея була одним з претендентів на прийняття турнірів 2019 і 2021 років, проте обидва конкурси програла. Через це КАФ прийняло негайне рішення про надання цій країні наступного континентального турніру.
30 листопада 2018 року КАФ позбавив Камерун проведення Кубка африканських націй 2019 року, однак президент КАФ Ахмад Ахмад заявив, що Камерун погодився провести Кубок африканських націй 2021 року. Таким чином, Кот-д'Івуар, початковий господар 2021 року, отримав право на проведення Кубка африканських націй 2023 року, а Гвінея, початковий господар турніру 2023 року, прийме Кубок африканських націй 2025 року.
30 січня 2019 року президент КАФ підтвердив зміни після зустрічі з президентом Кот-д'Івуару Алассаном Уаттарою в Абіджані, Кот-д'Івуар.
Спершу проведення Кубка африканських націй планувалося у червні-липні 2023-го. Проте, саме на цей період у Кот-д'Івуарі випадає сезон дощів. Аби не уникнути зриву окремих матчів чи турніру загалом, функціонери вирішили перенести КАН-2023 на січень-лютий 2024 року.

## Стадіони
КАФ встановив наступні вимоги місткості до шести стадіонів для цього розіграшу турніру:
| Кількість стадіонів | Мінімальна місткість |
| ------------------- | -------------------- |
| 2                   | 40,000               |
| 2                   | 20,000               |
| 2                   | 15,000               |

У вересні 2017 року уряд Кот-д'Івуару оголосив публічний тендер на місця проведення змагань. Це включало публічний тендер із запитами на реконструкцію та розширення існуючих стадіонів «Фелікс Уфуе-Буаньї» в Абіджані та «Стад де ля Пе» (стадіон Миру) у Буаке, а також будівництво нових стадіонів у містах Ямусукро, Корого та Сан-Педро. Три нові стадіони мали отримати місткість 20 000 кожен.
| Абіджан Буаке Короґо Сан-Педро ЯмусукроКубок африканських націй 2023 (Кот-д'Івуар) | Абіджан              | Абіджан              | Буаке               |
| ---------------------------------------------------------------------------------- | -------------------- | -------------------- | ------------------- |
| Абіджан Буаке Короґо Сан-Педро ЯмусукроКубок африканських націй 2023 (Кот-д'Івуар) | «Алассан Уаттара»    | «Фелікс Уфуе-Буаньї» | «Стад де ля Пе»     |
| Абіджан Буаке Короґо Сан-Педро ЯмусукроКубок африканських націй 2023 (Кот-д'Івуар) | Місткість: 60,000    | Місткість: 33,000    | Місткість: 40,000   |
| Абіджан Буаке Короґо Сан-Педро ЯмусукроКубок африканських націй 2023 (Кот-д'Івуар) |                      |                      |                     |
| Абіджан Буаке Короґо Сан-Педро ЯмусукроКубок африканських націй 2023 (Кот-д'Івуар) | Короґо               | Сан-Педро            | Ямусукро            |
| Абіджан Буаке Короґо Сан-Педро ЯмусукроКубок африканських націй 2023 (Кот-д'Івуар) | «Амаду Гон Кулібалі» | «Лоран Поку»         | «Шарль Конан Банні» |
| Абіджан Буаке Короґо Сан-Педро ЯмусукроКубок африканських націй 2023 (Кот-д'Івуар) | Місткість: 20,000    | Місткість: 20,000    | Місткість: 20,000   |
| Абіджан Буаке Короґо Сан-Педро ЯмусукроКубок африканських націй 2023 (Кот-д'Івуар) |                      |                      |                     |

## Формат
У фінальній частині турніру 24 команди розподілено на 6 груп по 4 команди. Команди в групах проводять по одному матчу між собою. До наступного раунду виходять команди, що займуть перші 2 місця в групах, а також 4 команди з найкращими показниками з-поміж тих, що займуть треті місця у групах. Починаючи 3 1/8 фіналу турнір відбуватиметься за олімпійською системою.

## Жеребкування
| Кошик 1 | Кошик 2                                                                                 | Кошик 3                                                                                              | Кошик 4                                                                                            |
| --- | --------------------------------------------------------------------------------------- | --- | -------------------------------------------------------------------------------------------------- |
| Кот-д'Івуар (50) (господар) · Марокко (13) · Сенегал (20) (переможець 2021 року) · Туніс (29) · Алжир (34) · Єгипет (35) | Нігерія (40) · Камерун (41) · Малі (49) · Буркіна-Фасо (58) · Гана (60) · ДР Конго (64) | ПАР (65) · Кабо-Верде (71) · Гвінея (81) · Замбія (82) · Екваторіальна Гвінея (92) · Мавританія (99) | Гвінея-Бісау (106) · Мозамбік (113) · Намібія (114) · Ангола (117) · Гамбія (118) · Танзанія (122) |

## Груповий етап

### Група A
| Поз | Команда              | І | В | Н | П | ГЗ | ГП | РГ | О | Кваліфікація |
| --- | -------------------- | - | - | - | - | -- | -- | -- | - | ------------ |
| 1   | Екваторіальна Гвінея | 3 | 2 | 1 | 0 | 9  | 3  | +6 | 7 | Плей-оф      |
| 2   | Нігерія              | 3 | 2 | 1 | 0 | 3  | 1  | +2 | 7 | Плей-оф      |
| 3   | Кот-д'Івуар (H)      | 3 | 1 | 0 | 2 | 2  | 5  | −3 | 3 | Плей-оф      |
| 4   | Гвінея-Бісау         | 3 | 0 | 0 | 3 | 2  | 7  | −5 | 0 |              |

| 13 січня 2024 20:00 |

| Кот-д'Івуар                 | 2–0      | Гвінея-Бісау |
| --------------------------- | -------- | ------------ |
| - С. Фофана 4' - Крассо 58' | Протокол |              |

| «Алассан Уаттара», Абіджан Глядачів: 36 858 Арбітр: Амін Омар (Єгипет) |

| 14 січня 2024 14:00 |

| Нігерія       | 1–1      | Екваторіальна Гвінея |
| ------------- | -------- | -------------------- |
| - Осімген 38' | Протокол | - Сальвадор 36'      |

| «Алассан Уаттара», Абіджан Глядачів: 8 500 Арбітр: Абонгіле Том (ПАР) |

| 18 січня 2024 14:00 |

| Екваторіальна Гвінея               | 4–2      | Гвінея-Бісау                        |
| ---------------------------------- | -------- | ----------------------------------- |
| - Нсуе 21', 51', 61' - Міранда 46' | Протокол | - Естебан 37' (аг) - Зе Турбу 90+3' |

| «Алассан Уаттара», Абіджан Глядачів: 13 888 Арбітр: Семюел Увікунда (Руанда) |

| 18 січня 2024 17:00 |

| Кот-д'Івуар | 0–1      | Нігерія                  |
| ----------- | -------- | ------------------------ |
|             | Протокол | - Трост-Еконг 55' (пен.) |

| «Алассан Уаттара», Абіджан Глядачів: 49 517 Арбітр: Мустафа Горбаль (Алжир) |

| 22 січня 2024 17:00 |

| Екваторіальна Гвінея                    | 4–0      | Кот-д'Івуар |
| --------------------------------------- | -------- | ----------- |
| - Нсуе 42', 75' - Ганет 73' - Буйла 88' | Протокол |             |

| «Алассан Уаттара», Абіджан Глядачів: 42 550 Арбітр: Махмуд Ісмаїл (Судан) |

| 22 січня 2024 17:00 |

| Гвінея-Бісау | 0–1      | Нігерія             |
| ------------ | -------- | ------------------- |
|              | Протокол | - Санганте 36' (аг) |

| «Фелікс Уфуе-Буаньї», Абіджан Глядачів: 15 650 Арбітр: Бушра Карбубі (Марокко) |

### Група B
| Поз | Команда    | І | В | Н | П | ГЗ | ГП | РГ | О | Кваліфікація |
| --- | ---------- | - | - | - | - | -- | -- | -- | - | ------------ |
| 1   | Кабо-Верде | 3 | 2 | 1 | 0 | 7  | 3  | +4 | 7 | Плей-оф      |
| 2   | Єгипет     | 3 | 0 | 3 | 0 | 6  | 6  | 0  | 3 | Плей-оф      |
| 3   | Гана       | 3 | 0 | 2 | 1 | 5  | 6  | −1 | 2 |              |
| 4   | Мозамбік   | 3 | 0 | 2 | 1 | 4  | 7  | −3 | 2 |              |

| 14 січня 2024 17:00 |

| Єгипет                            | 2–2      | Мозамбік                |
| --------------------------------- | -------- | ----------------------- |
| - Мостафа 2' - Салах 90+7' (пен.) | Протокол | - Віті 55' - Клешіу 58' |

| «Фелікс Уфуе-Буаньї», Абіджан Глядачів: 11 933 Арбітр: Дахан Бейда (Мавританія) |

| 14 січня 2024 20:00 |

| Гана        | 1–2      | Кабо-Верде                      |
| ----------- | -------- | ------------------------------- |
| - Джику 56' | Протокол | - Монтейру 17' - Родрігіш 90+2' |

| «Фелікс Уфуе-Буаньї», Абіджан Глядачів: 11 943 Арбітр: Жан Жак Ндала Нгамбо (ДР Конго) |

| 18 січня 2024 20:00 |

| Єгипет                     | 2–2      | Гана               |
| -------------------------- | -------- | ------------------ |
| - Мармуш 69' - Мостафа 74' | Протокол | - Кудус 45+3', 71' |

| «Фелікс Уфуе-Буаньї», Абіджан Глядачів: 20 808 Арбітр: П'єр Атчо (Габон) |

| 19 січня 2024 14:00 |

| Кабо-Верде                         | 3–0      | Мозамбік |
| ---------------------------------- | -------- | -------- |
| - Бебе 32' - Мендіш 51' - Піна 69' | Протокол |          |

| «Фелікс Уфуе-Буаньї», Абіджан Глядачів: 5 794 Арбітр: Самір Геззаз (Марокко) |

| 22 січня 2024 20:00 |

| Мозамбік                            | 2–2      | Гана                            |
| ----------------------------------- | -------- | ------------------------------- |
| - Жені 90+1' (пен.) - Мандава 90+4' | Протокол | - Дж. Аю 15' (пен.), 70' (пен.) |

| «Алассан Уаттара», Абіджан Глядачів: 6 000 Арбітр: Ібрагім Мутаз (Лівія) |

| 22 січня 2024 20:00 |

| Кабо-Верде                          | 2–2      | Єгипет                        |
| ----------------------------------- | -------- | ----------------------------- |
| - Ж. Тавареш 45+1' - Тейшейра 90+9' | Протокол | - Трезеге 50' - Мостафа 90+3' |

| «Фелікс Уфуе-Буаньї», Абіджан Глядачів: 15 650 Арбітр: Альхадж Махамат (Чад) |

### Група C
| Поз | Команда | І | В | Н | П | ГЗ | ГП | РГ | О | Кваліфікація |
| --- | ------- | - | - | - | - | -- | -- | -- | - | ------------ |
| 1   | Сенегал | 3 | 3 | 0 | 0 | 8  | 1  | +7 | 9 | Плей-оф      |
| 2   | Камерун | 3 | 1 | 1 | 1 | 5  | 6  | −1 | 4 | Плей-оф      |
| 3   | Гвінея  | 3 | 1 | 1 | 1 | 2  | 3  | −1 | 4 | Плей-оф      |
| 4   | Гамбія  | 3 | 0 | 0 | 3 | 2  | 7  | −5 | 0 |              |

| 15 січня 2024 14:00 |

| Сенегал                       | 3–0      | Гамбія |
| ----------------------------- | -------- | ------ |
| - П. Гує 4' - Камара 52', 86' | Протокол |        |

| «Шарль Конан Банні», Ямусукро Глядачів: 7 896 Арбітр: Редуан Жиєд (Марокко) |

| 15 січня 2024 17:00 |

| Камерун     | 1–1      | Гвінея     |
| ----------- | -------- | ---------- |
| - Магрі 51' | Протокол | - Байо 10' |

| «Шарль Конан Банні», Ямусукро Глядачів: 11 271 Арбітр: Ібрагім Мутаз (Лівія) |

| 19 січня 2024 17:00 |

| Сенегал                                    | 3–1      | Камерун           |
| ------------------------------------------ | -------- | ----------------- |
| - І. Сарр 16' - Х. Діалло 71' - Мане 90+5' | Протокол | - Кастеллетто 83' |

| «Шарль Конан Банні», Ямусукро Глядачів: 19 176 Арбітр: Махмуд Ісмаїл (Судан) |

| 19 січня 2024 20:00 |

| Гвінея          | 1–0      | Гамбія |
| --------------- | -------- | ------ |
| - А. Камара 69' | Протокол |        |

| «Шарль Конан Банні», Ямусукро Глядачів: 19 822 Арбітр: Абдель Азіз Бух (Мавританія) |

| 23 січня 2024 17:00 |

| Гвінея | 0–2      | Сенегал                  |
| ------ | -------- | ------------------------ |
|        | Протокол | - Сек 61' - І. Ндіає 90' |

| «Шарль Конан Банні», Ямусукро Глядачів: 15 753 Арбітр: Пасіфік Ндабіхавенімана (Бурунді) |

| 23 січня 2024 17:00 |

| Гамбія                       | 2–3      | Камерун                                       |
| ---------------------------- | -------- | --------------------------------------------- |
| - Джеллоу 72' - Е. Коллі 85' | Протокол | - Токо Екамбі 56' - Гомес 87' (аг) - Ву 90+1' |

| «Стад де ля Пе», Буаке Глядачів: 24,172 Арбітр: Бамлак Тессема Веєса (Ефіопія) |

### Група D
| Поз | Команда      | І | В | Н | П | ГЗ | ГП | РГ | О | Кваліфікація |
| --- | ------------ | - | - | - | - | -- | -- | -- | - | ------------ |
| 1   | Ангола       | 3 | 2 | 1 | 0 | 6  | 3  | +3 | 7 | Плей-оф      |
| 2   | Буркіна-Фасо | 3 | 1 | 1 | 1 | 3  | 4  | −1 | 4 | Плей-оф      |
| 3   | Мавританія   | 3 | 1 | 0 | 2 | 3  | 4  | −1 | 3 | Плей-оф      |
| 4   | Алжир        | 3 | 0 | 2 | 1 | 3  | 4  | −1 | 2 |              |

| 15 січня 2024 20:00 |

| Алжир          | 1–1      | Ангола                |
| -------------- | -------- | --------------------- |
| - Бунеджах 18' | Протокол | - Мабулулу 68' (пен.) |

| «Стад де ля Пе», Буаке Глядачів: 19 740 Арбітр: Ісса Сі (Сенегал) |

| 16 січня 2024 14:00 |

| Буркіна-Фасо          | 1–0      | Мавританія |
| --------------------- | -------- | ---------- |
| - Траоре 90+6' (пен.) | Протокол |            |

| «Стад де ля Пе», Буаке Глядачів: 27 898 Арбітр: Джаляль Джаєд (Марокко) |

| 20 січня 2024 14:00 |

| Алжир                 | 2–2      | Буркіна-Фасо                          |
| --------------------- | -------- | ------------------------------------- |
| - Бунеджах 51', 90+5' | Протокол | - М. Конате 45+3' - Траоре 71' (пен.) |

| «Стад де ля Пе», Буаке Глядачів: 33 501 Арбітр: Абонгіле Том (ПАР) |

| 20 січня 2024 17:00 |

| Мавританія             | 2–3      | Ангола                         |
| ---------------------- | -------- | ------------------------------ |
| - Амар 43' - Койта 58' | Протокол | - Дала 30', 50' - Жилберту 53' |

| «Стад де ля Пе», Буаке Глядачів: 36 318 Арбітр: Мохамед Мааруф (Єгипет) |

| 23 січня 2024 20:00 |

| Ангола                      | 2–0      | Буркіна-Фасо |
| --------------------------- | -------- | ------------ |
| - Мабулулу 36' - Зіні 90+2' | Протокол |              |

| «Шарль Конан Банні», Ямусукро Глядачів: 15 753 Арбітр: Жан Жак Ндала Нгамбо (ДР Конго) |

| 23 січня 2024 20:00 |

| Мавританія | 1–0      | Алжир |
| ---------- | -------- | ----- |
| - Ялі 37'  | Протокол |       |

| «Стад де ля Пе», Буаке Глядачів: 28 010 Арбітр: Омар Артан (Сомалі) |

### Група E
| Поз | Команда | І | В | Н | П | ГЗ | ГП | РГ | О | Кваліфікація |
| --- | ------- | - | - | - | - | -- | -- | -- | - | ------------ |
| 1   | Малі    | 3 | 1 | 2 | 0 | 3  | 1  | +2 | 5 | Плей-оф      |
| 2   | ПАР     | 3 | 1 | 1 | 1 | 4  | 2  | +2 | 4 | Плей-оф      |
| 3   | Намібія | 3 | 1 | 1 | 1 | 1  | 4  | −3 | 4 | Плей-оф      |
| 4   | Туніс   | 3 | 0 | 2 | 1 | 1  | 2  | −1 | 2 |              |

| 16 січня 2024 17:00 |

| Туніс | 0–1      | Намібія     |
| ----- | -------- | ----------- |
|       | Протокол | - Готто 88' |

| «Амаду Гон Кулібалі», Короґо Глядачів: 13 991 Арбітр: Омар Артан (Сомалі) |

| 16 січня 2024 20:00 |

| Малі                           | 2–0      | ПАР |
| ------------------------------ | -------- | --- |
| - А. Траоре 60' - Сінайоко 66' | Протокол |     |

| «Амаду Гон Кулібалі», Короґо Глядачів: 16 894 Арбітр: Мохамед Адель (Єгипет) |

| 20 січня 2024 20:00 |

| Туніс       | 1–1      | Малі           |
| ----------- | -------- | -------------- |
| - Рафія 20' | Протокол | - Сінайоко 10' |

| «Амаду Гон Кулібалі», Короґо Глядачів: 18 130 Арбітр: Деніел Ларія (Гана) |

| 21 січня 2024 20:00 |

| ПАР                                            | 4–0      | Намібія |
| ---------------------------------------------- | -------- | ------- |
| - Тау 14' (пен.) - Зване 25', 40' - Масеко 75' | Протокол |         |

| «Амаду Гон Кулібалі», Короґо Глядачів: 9 304 Арбітр: Юсеф Гамух (Алжир) |

| 24 січня 2024 17:00 |

| ПАР | 0–0      | Туніс |
| --- | -------- | ----- |
|     | Протокол |       |

| «Амаду Гон Кулібалі», Короґо Глядачів: 12 847 Арбітр: Ісса Сі (Сенегал) |

| 24 січня 2024 17:00 |

| Намібія | 0–0      | Малі |
| ------- | -------- | ---- |
|         | Протокол |      |

| «Лоран Поку», Сан-Педро Глядачів: 15 231 Арбітр: Семюел Увікунда (Руанда) |

### Група F
| Поз | Команда  | І | В | Н | П | ГЗ | ГП | РГ | О | Кваліфікація |
| --- | -------- | - | - | - | - | -- | -- | -- | - | ------------ |
| 1   | Марокко  | 3 | 2 | 1 | 0 | 5  | 1  | +4 | 7 | Плей-оф      |
| 2   | ДР Конго | 3 | 0 | 3 | 0 | 2  | 2  | 0  | 3 | Плей-оф      |
| 3   | Замбія   | 3 | 0 | 2 | 1 | 2  | 3  | −1 | 2 |              |
| 4   | Танзанія | 3 | 0 | 2 | 1 | 1  | 4  | −3 | 2 |              |

| 17 січня 2024 17:00 |

| Марокко                                 | 3–0      | Танзанія |
| --------------------------------------- | -------- | -------- |
| - Саїсс 30' - Унахі 77' - Ен-Несірі 80' | Протокол |          |

| «Лоран Поку», Сан-Педро Глядачів: 15 478 Арбітр: Альхадж Махамат (Чад) |

| 17 січня 2024 20:00 |

| ДР Конго    | 1–1      | Замбія       |
| ----------- | -------- | ------------ |
| - Вісса 27' | Протокол | - Кангва 23' |

| «Лоран Поку», Сан-Педро Глядачів: 15 478 Арбітр: Бамлак Тессема Веєса (Ефіопія) |

| 21 січня 2024 14:00 |

| Марокко     | 1–1      | ДР Конго    |
| ----------- | -------- | ----------- |
| - Хакімі 6' | Протокол | - Сілас 76' |

| «Лоран Поку», Сан-Педро Глядачів: 13 342 Арбітр: Пітер Ваверу (Кенія) |

| 21 січня 2024 17:00 |

| Замбія     | 1–1      | Танзанія    |
| ---------- | -------- | ----------- |
| - Дака 88' | Протокол | - Мсува 11' |

| «Лоран Поку», Сан-Педро Глядачів: 13 342 Арбітр: Джиндо Луїс Хунгнанданде (Бенін) |

| 24 січня 2024 20:00 |

| Танзанія | 0–0      | ДР Конго |
| -------- | -------- | -------- |
|          | Протокол |          |

| «Амаду Гон Кулібалі», Короґо Глядачів: 12 847 Арбітр: Амін Омар (Єгипет) |

| 24 січня 2024 20:00 |

| Замбія | 0–1      | Марокко    |
| ------ | -------- | ---------- |
|        | Протокол | - Зієш 37' |

| «Лоран Поку», Сан-Педро Глядачів: 15 231 Арбітр: Патріс Тангі (Габон) |

### Рейтинг третіх місць
| Поз | Груп | Команда     | І | В | Н | П | ГЗ | ГП | РГ | О | Кваліфікація    |
| --- | ---- | ----------- | - | - | - | - | -- | -- | -- | - | --------------- |
| 1   | C    | Гвінея      | 3 | 1 | 1 | 1 | 2  | 3  | −1 | 4 | Вихід у плей-оф |
| 2   | E    | Намібія     | 3 | 1 | 1 | 1 | 1  | 4  | −3 | 4 | Вихід у плей-оф |
| 3   | D    | Мавританія  | 3 | 1 | 0 | 2 | 3  | 4  | −1 | 3 | Вихід у плей-оф |
| 4   | A    | Кот-д'Івуар | 3 | 1 | 0 | 2 | 2  | 5  | −3 | 3 | Вихід у плей-оф |
| 5   | B    | Гана        | 3 | 0 | 2 | 1 | 5  | 6  | −1 | 2 |                 |
| 6   | F    | Замбія      | 3 | 0 | 2 | 1 | 2  | 3  | −1 | 2 |                 |

## Плей-оф

### Сітка
|  | 1/8 фіналу           | 1/8 фіналу          |                     |       | Чвертьфінали    | Чвертьфінали    |                     |                     | Півфінали | Півфінали |  |  | Фінал | Фінал |
|  |                      |                     |                     |       |                 |                 |                     |                     |           |           |  |  |       |       |
|  | 27 січня – Абіджан   |                     |                     |       |                 |                 |                     |                     |           |           |  |  |       |       |
|  |                      |                     |                     |       |                 |                 |                     |                     |           |           |  |  |       |       |
|  | Нігерія              | 2                   |                     |       |                 |                 |                     |                     |           |           |  |  |       |       |
|  | Нігерія              | 2                   | 2 лютого – Абіджан  |       |                 |                 |                     |                     |           |           |  |  |       |       |
|  | Камерун              | 0                   |                     |       |                 |                 |                     |                     |           |           |  |  |       |       |
|  | Камерун              | 0                   | Нігерія             | 1     |                 |                 |                     |                     |           |           |  |  |       |       |
|  | 27 січня – Буаке     |                     | Нігерія             | 1     |                 |                 |                     |                     |           |           |  |  |       |       |
|  |                      | Ангола              | 0                   |       |                 |                 |                     |                     |           |           |  |  |       |       |
|  | Ангола               | Ангола              | 0                   | 3     |                 |                 |                     |                     |           |           |  |  |       |       |
|  | Ангола               |                     | 7 лютого – Буаке    | 3     |                 |                 |                     |                     |           |           |  |  |       |       |
|  | Намібія              | 0                   |                     |       |                 |                 |                     |                     |           |           |  |  |       |       |
|  | Намібія              | 0                   | Нігерія (пен. )     | 1 (4) |                 |                 |                     |                     |           |           |  |  |       |       |
|  | 29 січня – Абіджан   |                     | Нігерія (пен. )     | 1 (4) |                 |                 |                     |                     |           |           |  |  |       |       |
|  |                      | ПАР                 | 1 (2)               |       |                 |                 |                     |                     |           |           |  |  |       |       |
|  | Кабо-Верде           | ПАР                 | 1 (2)               | 1     |                 |                 |                     |                     |           |           |  |  |       |       |
|  | Кабо-Верде           | 3 лютого – Ямусукро |                     | 1     |                 |                 |                     |                     |           |           |  |  |       |       |
|  | Мавританія           | 0                   |                     |       |                 |                 |                     |                     |           |           |  |  |       |       |
|  | Мавританія           | 0                   | Кабо-Верде          | 0 (1) |                 |                 |                     |                     |           |           |  |  |       |       |
|  | 30 січня – Сан-Педро |                     | Кабо-Верде          | 0 (1) |                 |                 |                     |                     |           |           |  |  |       |       |
|  |                      | ПАР (пен. )         | 0 (2)               |       |                 |                 |                     |                     |           |           |  |  |       |       |
|  | Марокко              | ПАР (пен. )         | 0 (2)               | 0     |                 |                 |                     |                     |           |           |  |  |       |       |
|  | Марокко              |                     | 11 лютого – Абіджан | 0     |                 |                 |                     |                     |           |           |  |  |       |       |
|  | ПАР                  | 2                   |                     |       |                 |                 |                     |                     |           |           |  |  |       |       |
|  | ПАР                  | 2                   | Нігерія             | 1     |                 |                 |                     |                     |           |           |  |  |       |       |
|  | 30 січня – Короґо    |                     | Нігерія             | 1     |                 |                 |                     |                     |           |           |  |  |       |       |
|  |                      | Кот-д'Івуар         | 2                   |       |                 |                 |                     |                     |           |           |  |  |       |       |
|  | Малі                 | Кот-д'Івуар         | 2                   | 2     |                 |                 |                     |                     |           |           |  |  |       |       |
|  | Малі                 | 3 лютого – Буаке    |                     | 2     |                 |                 |                     |                     |           |           |  |  |       |       |
|  | Буркіна-Фасо         | 1                   |                     |       |                 |                 |                     |                     |           |           |  |  |       |       |
|  | Буркіна-Фасо         | 1                   | Малі                | 1     |                 |                 |                     |                     |           |           |  |  |       |       |
|  | 29 січня – Ямусукро  |                     | Малі                | 1     |                 |                 |                     |                     |           |           |  |  |       |       |
|  |                      | Кот-д'Івуар (дч)    | 2                   |       |                 |                 |                     |                     |           |           |  |  |       |       |
|  | Сенегал              | Кот-д'Івуар (дч)    | 2                   | 1 (4) |                 |                 |                     |                     |           |           |  |  |       |       |
|  | Сенегал              |                     | 7 лютого – Абіджан  | 1 (4) |                 |                 |                     |                     |           |           |  |  |       |       |
|  | Кот-д'Івуар (пен. )  | 1 (5)               |                     |       |                 |                 |                     |                     |           |           |  |  |       |       |
|  | Кот-д'Івуар (пен. )  | 1 (5)               | Кот-д'Івуар         | 1     |                 |                 |                     |                     |           |           |  |  |       |       |
|  | 28 січня – Сан-Педро |                     | Кот-д'Івуар         | 1     |                 |                 |                     |                     |           |           |  |  |       |       |
|  |                      | ДР Конго            | 0                   |       | Матч за 3 місце | Матч за 3 місце |                     |                     |           |           |  |  |       |       |
|  | Єгипет               | ДР Конго            | 0                   | 1 (7) | Матч за 3 місце | Матч за 3 місце |                     |                     |           |           |  |  |       |       |
|  | Єгипет               | 2 лютого – Абіджан  | 2 лютого – Абіджан  | 1 (7) |                 |                 | 10 лютого – Абіджан | 10 лютого – Абіджан |           |           |  |  |       |       |
|  | ДР Конго (пен. )     | 2 лютого – Абіджан  | 2 лютого – Абіджан  | 1 (8) |                 |                 | 10 лютого – Абіджан | 10 лютого – Абіджан |           |           |  |  |       |       |
|  | ДР Конго (пен. )     | ДР Конго            | 3                   | 1 (8) | ПАР (пен. )     | 0 (6)           |                     |                     |           |           |  |  |       |       |
|  | 28 січня – Абіджан   | ДР Конго            | 3                   |       | ПАР (пен. )     | 0 (6)           |                     |                     |           |           |  |  |       |       |
|  |                      | Гвінея              | 1                   |       | ДР Конго        | 0 (5)           |                     |                     |           |           |  |  |       |       |
|  | Екваторіальна Гвінея | Гвінея              | 1                   | 0     | ДР Конго        | 0 (5)           |                     |                     |           |           |  |  |       |       |
|  | Екваторіальна Гвінея |                     |                     | 0     |                 |                 |                     |                     |           |           |  |  |       |       |
|  | Гвінея               | 1                   |                     |       |                 |                 |                     |                     |           |           |  |  |       |       |
|  | Гвінея               | 1                   |                     |       |                 |                 |                     |                     |           |           |  |  |       |       |

### 1/8 фіналу
| 27 січня 2024 17:00 |

| Ангола                     | 3–0      | Намібія |
| -------------------------- | -------- | ------- |
| Дала 38', 42' Мабулулу 66' | Протокол |         |

| Стад де ля Пе, Буаке Глядачів: 28 663 Арбітр: Дахан Бейда (Мавританія) |

| 27 січня 2024 20:00 |

| Нігерія         | 2–0      | Камерун |
| --------------- | -------- | ------- |
| Лукман 36', 90' | Протокол |         |

| Фелікс Уфуе-Буаньї, Абіджан Глядачів: 22 085 Арбітр: Редуан Жиєд (Марокко) |

| 28 січня 2024 17:00 |

| Екваторіальна Гвінея | 0–1      | Гвінея     |
| -------------------- | -------- | ---------- |
|                      | Протокол | Байо 90+8' |

| Алассан Уаттара, Абіджан Глядачів: 36 340 Арбітр: Омар Артан (Сомалі) |

| 28 січня 2024 20:00 |

| Єгипет                                                                                  | 1–1      | ДР Конго                                                                                   |
| --------------------------------------------------------------------------------------- | -------- | ------------------------------------------------------------------------------------------ |
| Мохамед 45+1' (пен.)                                                                    | Протокол | Елія 37'                                                                                   |
|                                                                                         | Пенальті |                                                                                            |
| - Абдельмонем - Мохамед - Мармуш - Камаль - Хані - Хеґазі - Фатхі - Хамада - Абу Ґабаль | 7–8      | - Мутуссамі - Масуаку - Діангана - Сілас - Тшибола - Калулу - Мбемба - Інонга Бака - Мпасі |

| Лоран Поку, Сан-Педро Глядачів: 12 342 Арбітр: Абонгіле Том (ПАР) |

| 29 січня 2024 17:00 |

| Кабо-Верде        | 1–0      | Мавританія |
| ----------------- | -------- | ---------- |
| Мендіш 88' (пен.) | Протокол |            |

| Фелікс Уфуе-Буаньї, Абіджан Глядачів: 16 088 Арбітр: Мохамед Адель (Єгипет) |

| 29 січня 2024 20:00 |

| Сенегал                                       | 1–1      | Кот-д'Івуар                           |
| --------------------------------------------- | -------- | ------------------------------------- |
| Х. Діалло 4'                                  | Протокол | Кесс'є 86' (пен.)                     |
|                                               | Пенальті |                                       |
| - Кулібалі - П. Сарр - Ніакате - Дьєнг - Мане | 4–5      | - Пепе - Куаме - Алле - Ор'є - Кесс'є |

| Шарль Конан Банні, Ямусукро Глядачів: 19 948 Арбітр: П'єр Атчо (Габон) |

| 30 січня 2024 17:00 |

| Малі                         | 2–1      | Буркіна-Фасо      |
| ---------------------------- | -------- | ----------------- |
| Тапсоба 3' (аг) Сінайоко 47' | Протокол | Траоре 57' (пен.) |

| Амаду Гон Кулібалі, Короґо Глядачів: 19 184 Арбітр: Ібрагім Мутаз (Лівія) |

| 30 січня 2024 20:00 |

| Марокко | 0–2      | ПАР                       |
| ------- | -------- | ------------------------- |
|         | Протокол | Макгопа 57' Мокоена 90+5' |

| Лоран Поку, Сан-Педро Глядачів: 19 078 Арбітр: Махмуд Ісмаїл (Судан) |

### Чвертьфінали
| 2 лютого 2024 17:00 |

| Нігерія    | 1–0      | Ангола |
| ---------- | -------- | ------ |
| Лукман 41' | Протокол |        |

| Фелікс Уфуе-Буаньї, Абіджан Глядачів: 18 757 Арбітр: Ісса Сі (Сенегал) |

| 2 лютого 2024 20:00 |

| ДР Конго                                | 3–1      | Гвінея          |
| --------------------------------------- | -------- | --------------- |
| Мбемба 27' Вісса 65' (пен.) Масуаку 82' | Протокол | Байо 21' (пен.) |

| Алассан Уаттара, Абіджан Глядачів: 33 278 Арбітр: Мустафа Горбаль (Алжир) |

| 3 лютого 2024 17:00 |

| Малі         | 1–2 (дч) | Кот-д'Івуар                |
| ------------ | -------- | -------------------------- |
| Доржелес 71' | Протокол | Адінгра 90' Діакіте 120+2' |

| Стад де ля Пе, Буаке Глядачів: 39 836 Арбітр: Мохамед Адель (Єгипет) |

| 3 лютого 2024 20:00 |

| Кабо-Верде                                       | 0–0      | ПАР                                 |
| ------------------------------------------------ | -------- | ----------------------------------- |
|                                                  | Протокол |                                     |
|                                                  | Пенальті |                                     |
| - Бебе - Семеду - Л. Дуарте - Тейшейра - Андраде | 1–2      | - Мокоена - Лепаса - Модіба - Мвала |

| Шарль Конан Банні, Ямусукро Глядачів: 12 162 Арбітр: Жан Жак Ндала Нгамбо (ДР Конго) |

### Півфінали
| 7 лютого 2024 17:00 |

| Нігерія                                          | 1–1      | ПАР                                    |
| ------------------------------------------------ | -------- | -------------------------------------- |
| Трост-Еконг 67' (пен.)                           | Протокол | Мокоена 90' (пен.)                     |
|                                                  | Пенальті |                                        |
| - Моффі - Омеруо - Айна - Трост-Еконг - Іхеаначо | 4–2      | - Мокоена - Маямбела - Макгопа - Мвала |

| Стад де ля Пе, Буаке Глядачів: 31 227 Арбітр: Амін Омар (Єгипет) |

| 7 лютого 2024 20:00 |

| Кот-д'Івуар | 1–0      | ДР Конго |
| ----------- | -------- | -------- |
| Алле 65'    | Протокол |          |

| Алассан Уаттара, Абіджан Глядачів: 51 020 Арбітр: Ібрагім Мутаз (Лівія) |

### Матч за 3 місце
| 10 лютого 2024 20:00 |

| ПАР                                                              | 0–0      | ДР Конго                                                       |
| ---------------------------------------------------------------- | -------- | -------------------------------------------------------------- |
|                                                                  | Протокол |                                                                |
|                                                                  | Пенальті |                                                                |
| - Мокоена - Сібісі - Монаре - Модіба - Лепаса - Апполліс - Ксулу | 6–5      | - Мутуссамі - Мфулу - Бакамбу - Каємбе - Мбемба - Вісса - Елія |

| Фелікс Уфуе-Буаньї, Абіджан Глядачів: 21 975 Арбітр: Бамлак Тессема Веєса (Ефіопія) |

### Фінал
| 11 лютого 2024 20:00 |

| Нігерія         | 1–2      | Кот-д'Івуар         |
| --------------- | -------- | ------------------- |
| Трост-Еконг 38' | Протокол | Кесс'є 62' Алле 81' |

| Алассан Уаттара, Абіджан Глядачів: 57 094 Арбітр: Дахан Бейда (Мавританія) |